# Ampelocera cubensis
Ampelocera cubensis là một loài thực vật có hoa trong họ Ulmaceae. Loài này được Griseb. mô tả khoa học đầu tiên năm 1866.